# D’Artagnan (powieść)
D’Artagnan – powieść z gatunku płaszcza i szpady z 1928 roku, której autorem jest kanadyjski pisarz Henry Bedford-Jones.
W powieści wykorzystano postacie i motywy znane z cyklu o muszkieterach Aleksandra Dumasa. Fabuła ma miejsce między Trzema muszkieterami a Dwadzieścia lat później.
W porównaniu z powieściami Dumasa D’Artagnan wprowadza kilka zasadniczych zmian w kwestii pochodzenia i życiorysu Raula de Bragelonne. Są to:
- rok urodzenia Raula: 1626, nie jak w Dwadzieścia lat później 1634;
- ojciec: w powieści Dwadzieścia lat później jego ojcem jest Atos; tutaj ojcem jest Aramis;
- miejsce urodzenia: w Dwadzieścia lat później opisano, że księżna de Chevreuse uciekając z Francji, wygnana przez kardynała Richelieu, schowała się w klasztorze Saint Saforin, urodziła dziecko i je tam zostawiła, dziecko potem odebrał Atos; w powieści D’Artagnan ta sytuacja jest zmieniona.

Według niektórych wydawców Henry Bedford-Jones napisał tę książkę na podstawie notatek pozostawionych przez A. Dumasa, co nie jest prawdą. Również w Polsce książka D’Artagnan wydawana jest błędnie pod nazwiskiem Aleksandra Dumas (np. wydanie Zielona Sowa z 2011 roku).